# František Došek
František Došek (* 2. května 1952 Mělník) je bývalý československý a později český automobilový závodník.

## Kariéra
V roce 1983 skončil s vozem Škoda 120 na 4. místě v mistrovství Československa ve třídě A2 na okruzích. V letech 1984–1985 získal v této třídě titul mistrovství. Také závodil v Poháru míru a přátelství a v závodech do vrchu (včetně závodu Ecce Homo). Po rozpadu Československa se účastnil mimo jiné poháru Peugeot 306 a Škoda Octavia Cupu, který 2× vyhrál. Závodil též v automobilových soutěžích.